# إداو اللون (تاسنولت)
إداو اللون هو دُوَّار يقع بجماعة ماسة، إقليم شتوكة آيت باها، جهة سوس ماسة في المملكة المغربية. ينتمي الدوّار لمشيخة تاسنولت التي تضم 7 دواوير. يقدر عدد سكانه بـ 942 نسمة حسب الإحصاء الرسمي للسكان والسكنى لسنة 2004.

## روابط خارجية
- البوابة الوطنية للجماعات الترابية
- المندوبية السامية للتخطيط